# 친정엄마
《친정엄마》는 2004년 고혜정 작가의 수필 친정엄마를 원안으로 한 작품이다. 그 이후 영화, 연극, 뮤지컬화 되어가며 대한민국에 '친정엄마' 신드롬을 불러일으킨 작품이다.